# 韦尔苏塞利耶尔
韦尔苏塞利埃（法語：Vers-sous-Sellières）是法国汝拉省的一个市镇，属于隆莱索涅区（Lons-le-Saunier）塞利埃县（Sellières）。该市镇总面积8.48平方公里，2009年时的人口为223人。

## 人口
韦尔苏塞利埃人口变化图示